# 陳范柏彥
陳范柏彥（2000年1月24日—），原名范柏彥，臺灣男子籃球運動員，場上主打前鋒位置，現效力於P. LEAGUE+台鋼獵鷹。

## 生平
陳范柏彥是花蓮縣人，有阿美族血統，原名范柏彥，因冠母姓叫陳范柏彥。陳范柏彥出身於自強國中、能仁家商、健行科技大學。大學畢業後原欲加入東亞超級聯賽灣區翼龍，未果之後投入P. LEAGUE+新人選秀會，在選秀會第一輪第二順位被臺北富邦勇士遴選，2022年8月與臺北富邦勇士完成簽約。2024年7月12日，臺北富邦勇士將陳范柏彥連同2024年新人選秀會第一輪與第二輪選秀權交易至高雄17直播鋼鐵人，換回2024年新人選秀會第一輪選秀權。2025年7月18日，P. LEAGUE+台鋼獵鷹宣布簽下陳范柏彥。

## 外部連結
- 陳范柏彥的Instagram帳戶
- 陳范柏彥在fiba.basketball（英语）
- 陳范柏彥在archive.fiba.com（存檔）（英语）
- 陳范柏彥在P. LEAGUE+官網
- 陳范柏彥在Eurobasket.com（球員）（英语）
- 陳范柏彥在Proballers（英语）
- 陳范柏彥在RealGM（球員）（英语）
- 陳范柏彥在Flashscore（英语）